# Mikhail Gvozdev
Mikhail Gvozdev (Михаил Гвоздев) (1700-04 - depois de 1759) foi um militar russo geodesista e um comandante da expedição ao Alasca do Norte em 1732, quando o litoral do Alasca foi pela primeira vez sitiado por russos e europeus.
Em 1732, juntamente com os primeiros navegadores de Kamchatka Ivan Fedorov e K. Moshkov, Gvozdev  viajou no Sviatoi Gavriil (São Gabriel) para o Cabo Dezhnev, o ponto mais a oeste da Ásia. A 5 de agosto, depois de por lá se ter reabastecido em suprimentos de água, o 'Sviatoi Gavriil' velejou para leste e logo chegou próximo à terra principal do Cabo Príncipe de Gales, no Alasca. Traçaram a costa noroeste do Alasca e mapearam sua rota. Ao fazer isto, Fyodorov e Gvozdev completaram a descoberta do Estreito de Bering: uma vez que começaram por Dezhnyov e Fedot Popov, continuaram através de  Bering. Sua expedição também descobriu três ilhas previamente desconhecidas.
Subsequentemente, em 1741-42, Gvozdev participou na expedição conduzida por Alexey Shelting e mapearam a maioria do litoral ocidental e do sul do Mar de Okhotsk, assim como o litoral oriental da ilha Sakhalin.
Um cabo na ilha Sakhalin recebeu o nome de Gvozdev.